# Gyep
A gyep természetes folyamatok által – esetleg a maga ősvalójában – vagy mesterséges telepítés útján gyepalkotó növényfajokkal borított földterület.
Jellemző gyepalkotók a pázsitfűfélék (Poaceae), a pillangósok (Fabaceae), és egyéb rendszertani besorolású tartozó növények, melyek stabil társulást hoznak létre. Mezőgazdasági értelemben a gyep külön művelési ágként funkcionál. A pillangósból telepített – például lucernából létrehozott – mezőgazdasági tábla nem tartozik a gyep fogalmába, hisz szántó művelési ágú területen, 3–4 év tartamra került telepítésre.
A gyep a mezőgazdasági termelésben kaszálóként vagy legelőként hasznosul, illetve környezetvédelmi, értékmegőrzési feladatokat lát el.

## Természetes gyepek
A növénytársulástanban a gyepek (gyakran így, többes számú formában használva a szót) jellemzően fásszárú növények nélküli növénytársulások, amelyek uralkodó, sokszor tömeges fajai gyakran pázsitfűfélék, de köztük moha-, valamint virágos egy- és kétszikű fajok is stabilan jelen vannak. Ilyen társulások például a szikes pusztai gyepek, a zárt dolomitsziklagyep, a száraz és félszáraz sziklai és pusztai gyepek, a löszpusztagyepek és még számos más társulás. Fajtáik megkülönböztethetők a talajtípusuk alapján (például mészkedvelő, mészkerülő, dolomit-, szikla, sziki gyepek), a társulásban domináns növények szerint, a talaj sótartalma alapján és még több más szempont szerint.
A természetes gyepek környezetvédelmi szempontból gyakran jelentősek, például azért, mert reliktumfajoknak adnak otthont, melyek a szukcesszió folyamatában továbbhaladt, beerdősült területek növénytársulásaiból már kiszorultak. Magyarországon ilyen, gyepekben fennmaradt jégkorszaki reliktumfajok például a budai nyúlfarkfű vagy a pilisi len. Másik környezetvédelmi jelentőségük, hogy helyes kezelés mellett az üvegházhatású gázok megkötésében az erdőkével összemérhető jelentőségük lehet. Egyes gyeptípusok kialakulásában és fennmaradásában emberi tevékenységnek is szerepe volt, például az erdőírtásnak vagy a legeltetésnek. Előfordul, hogy ilyen gyepek ökológiai egyensúlyának fenntartásához szükséges a további folyamatos legeltetés.
A gyepek gyakran érzékenyek a környezeti és az emberi hatásokra, például a taposásra, járművek kereke általi felszaggatásra, és olykor fenyegeti őket a beépítés veszélye is, illetve (különösen települések közelében) az, hogy mint "üres terepet" a közgondolkodás – nemegyszer jó szándékkal – "gondozásra szoruló" területnek tekinti őket, kezelésbe véve, és beavatkozva ezzel a természetes folyamatokba és felborítva ökológiai egyensúlyukat. Ilyen esetekben fenyegeti a megbillent egyensúlyú természetes gyepeket az invazív növényfajok beözönlése is. Ugyanakkor a már leromlott állapotú gyepek helyreállítása után szükség lehet a folyamatos beavatkozásra, azonban nem a mesterséges gyepek, pázsitok gondozásának módszereivel, hanem szakszerű, ökológiailag tudatos eszközökkel.

## Mesterséges gyepek
A gyep szó másik, a köznyelvben gyakrabban használt jelentése telepített, kertészetileg gondozott füves terület, jellemzően lakókörnyezetben, kastélyok körül, sport- vagy szabadidős tevékenység területeként, illetve parkok részeként. Ebben az értelemben a szót a köznyelv túlnyomórészt egyes számban használja. Többnyire ebben az értelemben használt szinonimája a "pázsit".

### Története
A gyep elődei valószínűleg a középkori települések azon füvesített, elzárt területei voltak, amelyeket az állatállomány kommunális legeltetésére használtak, és amelyek szerepe a mezőgazdaságilag művelt területektől élesen elkülönült. A gyep szó angol megfelelője, a lawn valószínűleg a kelta-birton laun szóból származik, melynek jelentése elzárt terület.
Észak-Európában a középkor után a gondozott gyep egyre népszerűbbé vált az arisztokrácia körében. A korai gyepek sokszor szinte megkülönböztethetetlenek voltak az egyszerű legelőktől.
Mielőtt az 1830-as években feltalálták volna a korai fűnyíró eszközöket, a gyepet igen eltérő módon gondozták. Általában nagy értékű ingatlanok, házak kiegészítői voltak, és munkaigényes kaszálással és nyírással tartották őket karban. Sok esetben legelőként is használták őket, és az állatállományt is bevonták gondozásukba.

#### Az angol gyep
A kert, a gyep közösségi térként való használatára a XVII.-XVIII. századig nem került sor. Ekkoriban jellemzően réti növényekkel népesítették be őket, rendkívül népszerű volt például a kamilla. A XVII. század elején a kertészetben megkezdődött a jakobinus korszak, amelyben megszületett a tipikus angol gyep. E korszak végére az angol gyep az arisztokraták és a dzsentrik számára a társadalmi státusz jelképévé vált: azt mutatta, hogy tulajdonosuk megengedheti magának, hogy olyan földet birtokoljon, amelyet nem használnak arra, hogy építsenek rá vagy élelmiszert termeljenek rajta.
A XVIII. század elején az arisztokrácia körében aranykorát élte a tájkertészet elsősorban William Kentnek és Lancelot Brownnak  köszönhetően, akik a természetes, "romantikus" tájkerti stílust megreformálták a vagyonos angolok számára. Brown, akire "a legnagyobb angol kertészként" emlékeznek több mint 170 parkot tervezett, melyek közül számos máig fennáll. Hatása olyan nagy volt az angol kertészetre, hogy elődeit, így például Charles Brigemant vagy William Kentet sokszor elhalványítja személye.
Munkái még mindig megtalálhatóak a Croome Courtnál (ahol ő tervezte magát a házat is), a Blenheim kastélynál, a Warwick kastélynál, a Harewood háznál, a Bowood háznál, a Milton Abbey-nél és más helyeken. Az általa megálmodott sima, hullámzó gyep, az elszórt fák, a csavaros, kisebb patakok észrevétlen lezárásával létrehozott kis tavak új stílust hoztak az angol tájkertészetbe, amely szinte minden korábbi stílusjegyet elsöpört.
A nyílt „angol stílus” először Nagy-Britanniában és Írországban terjedt el, majd Európa-szerte, például Franciaországban, ahol a tradicionális franciakertet (jadrin à la française) felváltotta a francia tájkert. Ebben az időben az angol nyelvben a gyep (lawn) szó jelentése már szemantikailag megváltozott: a kert fűvel borított és gondozott részét értették alatta. A XVIII. században a tehetősebb amerikai családok utánozni kezdték az angol tájkertészeti stílust. 1780-ban a shakerek közössége kezdett először magas minőségű fűmagok ipari termesztésébe Észak-Amerikában, Philadelphiában pedig ebben az időszakban több fűmaggal foglalkozó vállalatot is alapítottak. A megnövekedett kínálatnak hála már nem csak az állatállománynak, de a parkoknak és lakóterületeknek is jutott a fűmagból.
Sokan Thomas Jeffersonnak tulajdonítják az érdemet, hogy először kísérelt meg angol stílusú kertet kialakítani Monticellóban található földjén, valójában azonban előtte többen is kísérleteztek már az angol tájkert utánzásával. Idővel Új-Anglia területén egyre több város hozott létre nagyobb füves területeket, ami egyes kutatók szerint a XIX. század romantikus és transzcendentalista mozgalmainak is köszönhető.
A középosztály számára akkor vált először elérhetővé a gyep fenntartása, amikor Edwin Beard Budding 1830-ban feltalálta a fűnyírót. A következő évtizedekben egyre fejlettebb modellek kerültek a piacra, ezzel együtt pedig a gyep maga is kezdett szélesebb körben elterjedni, többek között azért, mert a sportban is népszerűvé vált.
Az 1870-es évekre a gyep státuszszimbólum-jellegét egyre inkább elveszítette, egyre több helyen jelent meg a lakóövezetekben, parkokban. Az amerikai külvárosokban azzal a szabályozással találta meg helyét igazán, hogy az út és az épület között legalább 30 lábnyi távolságot írtak elő.

### Előfordulásuk, funkcióik
A gyep a világ számos területén megszokott eleme a magánkerteknek, közösségi tereknek, parkoknak. Elsősorban esztétikai funkcióval bír, emellett gyakran használják a sportban és rekreációs célú területeken. A gyep jó játékterületet biztosít, mivel a növényzet nélküli felülethez képest csökkenti az eróziót és az intenzív használat okozta port, illetve puhább felültet biztosít a játékosok számára az olyan sportokban, mint például a labdarúgás, a rögbi, az amerikai futball, krikett, baseball, golf, tenisz.
Környezetvédelmi szempontból viszont aggályos, hogy a mesterségesen karbantartott gyepek létrehozói és fenntartói gyakran azt gondolják, hogy ökológiailag értékes természeti területet tartanak fenn, ez azonban nem igaz. A mesterséges gyep az esetek döntő többségében a biodiverzitás szempontjából értékelhetetlen, a rovarvilág és más fajok számára nem nyújt élőhelyet, nemritkán tájidegen, adventív növényfajok behurcolását jelenti, fenntartása pedig kifejezetten ártalmas a környezetre (például a vegyszerek, műtrágyák nagy mértékű használata, az állandó nyírás ízeltlábúakat pusztító módszerei, a keletkező zöldanyag - lenyírt fű - hulladékként való kezelése, a gyepkezelés során felhasznált fosszilis energiahordozók és a nyírás következtében fellépő nagyobb vízigény, valamint az ehhez kapcsolódó talajszáradás és ennek folytán fellépő talajpusztulás miatt). Fontos tehát tudatosítani, hogy a mesterséges gyep fenntartása a "zöld látszat" ellenére ökológiai értelemben nem hasznos, sőt az esetek többségében káros tevékenység.

### A gyep karbantartása és ápolása
A gyep létrehozásának és gondozásának módja mindig az adott klímának, talajnak és a gyep típusának megfelelően változik.

#### Ültetés és vetés
A gyepet általában tavasszal és kora nyáron és kora ősszel telepítik, amikor a talaj melegebb, a levegő pedig 15-20 Celsius-fok körüli.
A telepítés történhet gyeptéglák vagy gyepszőnyeg elhelyezésével vagy fűmagvetéssel, mely módszer a legolcsóbbak közé tartozik, ám több időt vesz igénybe, mire kialakul az igazi összefüggő gyep. A gyepszőnyeg lefektetésével gyakorlatilag „kész” gyepet kapunk, ez mérsékelt éghajlaton szinte bármely évszakban elvégezhető, kivéve a forró nyarat. Ez a módszer ugyanakkor drágább, és eleinte komolyan oda figyelést igényel az öntözése.
A fűmag elvetésére elsősorban a tavaszi (március vége) és őszi (szeptember) időszak a legalkalmasabb, mivel az időjárás ilyenkor viszonylag mérsékelt, csapadékos, a talaj nedvességtartalma is megfelelő, így a körülmények ideálisak a csírázáshoz.

#### Vegyszerek és műtrágyák
A piacon különféle szerves és szervetlen műtrágyák, illetve biológiai és kémiai gyomirtó szerek, rovarirtó szerek és gombaölők állnak rendelkezésre. Ezek használatát helyenként a gyepre, a kert ökoszisztémájára, illetve a tágabb környezetre gyakorolt hatásaik miatt korlátozhatják.
A pázsitfüvek állapota a nitrogén, foszfor és kálium megfelelő adagolásával tartható fenn, ennek érdekében évente 3-4 alkalommal érdemes gyeptrágyázást végezni.
A különféle tápanyagok hasznosításának lehetőségeit az időjárás, a csapadék, a talajtényezők nagymértékben meghatározzák, ezért nincs olyan ideális szerves vagy szervetlen műtrágya, amely ideálisan alkalmazható minden gyeptípus esetében, minden ökoszisztémában.

## Fordítás
- Ez a szócikk részben vagy egészben  a   Lawn című angol Wikipédia-szócikk ezen változatának fordításán alapul.  Az eredeti cikk szerkesztőit annak laptörténete sorolja fel. Ez a jelzés csupán a megfogalmazás eredetét és a szerzői jogokat jelzi, nem szolgál a cikkben szereplő információk forrásmegjelöléseként.